# Leucocelis ferranti
Leucocelis ferranti är en skalbaggsart som beskrevs av Moser 1911. Leucocelis ferranti ingår i släktet Leucocelis och familjen Cetoniidae.

## Underarter
Arten delas in i följande underarter:
- L. f. lequeuxi
- L. f. picticollis